# Ред Корал (Калифорнија)
Ред Корал (енгл. Red Corral) насељено је место без административног статуса у америчкој савезној држави Калифорнија.

## Демографија
По попису из 2010. године број становника је 1.413.
| Група             | 2000.    | 2010.         |
| Белци             | 0 (0,0%) | 1.168 (82,7%) |
| Афроамериканци    | 0 (0,0%) | 24 (1,7%)     |
| Азијати           | 0 (0,0%) | 12 (0,8%)     |
| Хиспаноамериканци | 0 (0,0%) | 147 (10,4%)   |
| Укупно            | 0        | 1.413         |